# Ředkev
Ředkev (Raphanus) je rod rostlin z čeledi brukvovitých, který pochází z Číny a Přední Asie. Patří mezi nejstarší užitkové rostliny, je zobrazována již na egyptských nástěnných malbách z dob výstavby pyramid. Ředkev prošla celou řadou šlechtění, do Evropy se dostala počátkem našeho letopočtu prostřednictvím Římanů.

## Popis
Rostliny náležející do rodu ředkev jsou jednoleté až dvouleté, 0,5 až 1 m vysoké, zelené či sivozelené byliny se vzpřímenými lodyhami, které bývají jednoduché nebo jsou v dolní části slabě rozvětvené a jsou holé nebo štětinatě chlupaté. Listy, téměř vždy řapíkaté a podlouhlé, jsou bazální a lodyžní. Bazální a spodní lodyžní jsou lyrovitě peřenodílné, výše postavené pak nedělené a zubaté.
Čtyřčetné, oboupohlavné květy vyrůstají v jednoduchých hroznech nebo v bohatě rozvětvených květenstvích, která se s narůstajícími plody značně zvětšují. Úzce podlouhlé kališné lístky ve dvou přeslenech jsou vztyčené, vnější jsou mírně vyduté. Výrazně větší korunní lístky bývají bílé, krémové, žluté, růžové neb fialové, široce vejčité, s nehtíkem a tupým vrcholem. Šest čtyřmocných tyčinek má podlouhlé prašníky a u báze jsou čtyři nektarové žlázy. Semeník vytvořený ze dvou plodolistů může obsahovat ve dvou oddílech až 20 vajíček, má štíhlou čnělku s hlavičkovitou bliznou. Květy jsou opylovány hmyzem.
Plody jsou dvoudílné suché šešule dvojího typu. Buď to jsou růžencovitě zaškrcované struky, které po dozrání nepukají podélně, ale lámou se v zúžených místech na jednosemenná pouzdra (ředkev ohnice). Nebo to jsou téměř přisedlé šešule naplněné bílou dření, ve které jsou uložená semena a po dozrání se nerozpadají na díly (ředkev setá). Semena jsou červenohnědá, mírně podlouhlá, hladká, asi 2,5 mm velká a po navlhčení neslizovatí.

## Taxonomie

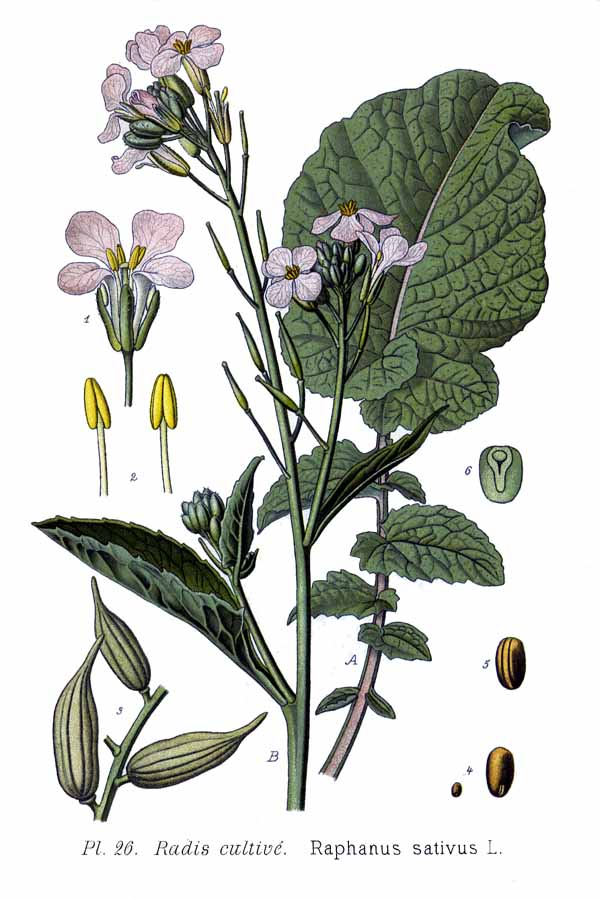
Ředkev setá (Raphanus sativus)

V evropské přírodě rostou tyto dva druhy:
- ředkev ohnice (Raphanus raphanistrum L.)
- ředkev setá (Raphanus sativus L.)[7][8]

## Význam
Ředkev ohnice se vyskytuje na polích jako plevelná rostlina, kterou lze jen stěží vyhubit.
Ředkev setá se naopak pěstuje pro své kořeny jako užitková rostlina, např. ředkvička, letní ředkev, zimní ředkev, daikon.